# Shōganai Yume Oibito
„Shōganai Yume Oibito” (jap. しょうがない 夢追い人) – 39 singel grupy Morning Musume. Wydany 13 maja 2009 roku.

## Utwory
Słowa i kompozycja ułożona przez Tsunku
Aranżacja - Nao Tanaka, Shōichirō Hirota

### CD
1. "Shōganai Yume Oibito" (しょうがない 夢追い人?, "People Can't Help But Chase Dreams") – 5:06
2. "3, 2, 1 Breakin' Out!" – 4:36
3. "Shōganai Yume Oibito (Instrumental)" – 5:05

### Limitowane DVD A
1. "Shōganai Yume Oibito (Dance Shot Ver.)" – 5:21

### Limitowane DVD B
1. "Shōganai Yume Oibito (Close-up Ver.)" – 5:21

### Single V DVD
1. "Shōganai Yume Oibito"
2. "Shōganai Yume Oibito (Drama Ver.)"
3. "Making Of" (メイキング映像, Meikingu Eizō?)

## Członkowie obecni w zespole na czas singla
5 generacja: Ai Takahashi, Risa Niigaki
6 generacja: Eri Kamei, Sayumi Michishige, Reina Tanaka
7 generacja: Koharu Kusumi
8 generacja: Aika Mitsui, Junjun, Linlin